# Stanisław Puchała (polityk)
Stanisław Puchała (ur. 5 czerwca 1927 w Gaci) – polski działacz partyjny i państwowy, dyrektor Państwowego Wydawnictwa Naukowego, podsekretarz stanu w Ministerstwie Kultury i Sztuki (1980–1984).

## Życiorys
Syn Józefa i Ludwiki. W latach 40. działał w Stronnictwie Ludowym (lubelskim), następnie od 1948 do 1951 w Zjednoczonym Stronnictwie Ludowym. W 1951 przeszedł do Polskiej Zjednoczonej Partii Robotniczej. Od 1958 do 1963 instruktor i zastępca kierownika wydziału w Komitecie Warszawskim PZPR, w ramach tego komitetu był następnie członkiem (1965–1981), członkiem egzekutywy (1965–1981) i sekretarzem (1968–1971). Pomiędzy 1963 a 1968 sekretarz i pierwszy sekretarz Komitetu Dzielnicowego PZPR Warszawa-Śródmieście. W 1971 delegat na VI Zjazd PZPR. Od 1971 do 1980 pełnił funkcję dyrektora Państwowego Wydawnictwa Naukowego. Następnie od kwietnia 1980 do grudnia 1984 pełnił funkcję wiceministra kultury i sztuki, uczestnicząc m.in. w oficjalnym przyjęciu Czesława Miłosza w Polsce w 1981.

## Odznaczenia
- Medal pamiątkowy „Za zasługi dla Warszawskiego Okręgu Wojskowego” (1970)[6]